# 泡沫反轉錄病毒亞科
泡沫反轉錄病毒亞科（Spumaretrovirinae），又譯作泡沫逆轉錄病毒亞科
是反转录病毒科底下的一個亞科。
下有一屬：
- 泡沫反轉錄病毒屬(Spumavirus)-代表種:黑猩猩泡沫病毒(Chimpanzee foamy virus; CFV)

明稱來源：

Spuma：從拉丁文spuma，泡沫;滅火泡沫;(馬等的)大汗(foam)

病毒在培養時產生汗沫而得名，感染牛科、貓科、猿猴類的融合病毒，人和猿猴的泡沫病毒，其形狀和性質與反轉錄病毒類似，但不誘發腫瘤，引起持續無症狀感染成為融合細胞。

## 外部連結
- 微生物免疫學-Retroviridae(反轉錄病毒科) （页面存档备份，存于）
- Coffin, J.M.; Hughes, S.H.; Varmus, H.E. (编). . . Cold Spring Harbor Laboratory Press. 1997  [2020-02-13]. ISBN 978-0-87969-571-2. NBK19385. （原始内容存档于2019-10-09）.
- 醫學主題詞表（MeSH）：Spumavirus
- Viralzone: "Spumavirus" （页面存档备份，存于）